# 卡塞爾 (加利福尼亞州)
卡塞爾（英語：Cassel）是位於美國加利福尼亞州沙斯塔縣的一個人口普查指定地區。

## 地理
卡塞爾的座標為40°55′14″N 121°33′05″W / 40.92056°N 121.55139°W，而該地最高點為海拔高度968米（即3176英尺）。

## 人口
根據2010年美國人口普查的數據，卡塞爾的面積為5.440平方千米，當中陸地面積為5.246平方千米，而水域面積為0.194平方千米。當地共有人口207人，而人口密度為每平方千米38人。